# クリスティアン・ティッツ
クリスティアン・ティッツ（Christian Titz、1971年4月1日 - ）は、ドイツ連邦共和国のバーデン＝ヴュルテンベルク州・マンハイム出身のサッカー指導者。

## 指導経歴
2000年に当時ドイツ・ブンデスリーガ2部に所属していたアレマニア・アーヘンのトップチームのコーチ兼U19監督として指導者キャリアをスタート。後にドイツ代表になるルイス・ホルトビーやヘルタ・ベルリンや1.FSVマインツ05でプレーしドイツ生まれでありながらドイツ代表ではなくチュニジア代表を選択したサミ・アラギ等が当時の教え子である。
2007年からはアメリカ合衆国サッカー連盟と契約を結びヨーロッパにおけるスカウティングシステムを構築。アメリカ合衆国代表のスカウトやオリンピック選手養成プログラム（ODP  Olympic Development Program）のヨーロッパ選抜の監督として活動した。
FCヴィクトリア・ケルンではトップチームの監督と兼任する形で同クラブのU19チームをドイツ・U19ブンデスリーガで率いた。2011年にFC08ホンブルクの監督に就任。ダブル優勝（リーグとカップ戦）と昇格を果たし契約延長のオファーを受けるが、慢性的に財政が厳しい状況からクラブの成長に限界があると感じ契約延長のオファーを受けるもののこれを辞退し同クラブを３シーズンで退団した。

### ハンブルガーSV
2015-16シーズンからドイツ・ブンデスリーガに属するハンブルガーSVと契約。初めの２シーズンはトップチームのテクニカルコーチ兼U17監督として指導。カップ戦で優勝を果たすなど結果を残し、後に300万ユーロの違約金でFCバイエルン・ミュンヘンに移籍することになるヤン＝フィーテ・アルプ等多くの若手選手を発掘した。3シーズン目ではトップチームのテクニカルコーチ兼セカンドチームの監督に就任。公式戦における平均勝ち点2,25（リーグ戦20試合で13勝6分1敗、得点41失点15）と圧倒的な結果でリーグ首位の結果を残す。この結果やこれまでの選手指導が高く評価され、2018年3月にそれまでドイツ・ブンデスリーガ1部の26試合で4勝６敗16敗（平均勝ち点0,69）と不振に喘いでいたトップチームの監督に就任する。
監督就任当時、ハンブルガーSVは残留ボーダーラインから大きく離れたリーグ最下位の位置にあったが、残り8試合で4勝1分3敗（平均勝ち点1,63）とチームの平均勝ち点を短期間で2,4倍以上に引き上げ結果を残した。酒井高徳、ユリアン・ポラースベック、ドウグラス・サントス、アーロン・ハントの主軸を整え、前体制では戦力外となっていたルイス・ホルトビーやボビー・ウッドらを復調に導き、同時に伊藤達哉、リック・ファン・ドロンヘレン、黄喜燦、ルカ・ヴァルトシュミットなどの若手選手を積極的に使いチームの礎を作り上げた。最終的に残留プレーオフまで僅か２ポイント足りなかったもののこれまでの指導や監督就任後の結果を高く評価しハンブルガーSVはティッツとの契約を延長した。「クラブに新たな勇気を与えた監督」「魅力的なサッカーとはっきりとした結果でサポーターとチームの関係を修復した」「もっと早いタイミングでティッツを監督に就任させるべきであったハンブルガーSV」とドイツのメディアからも手腕を高く評価された。
2018-19シーズンでは序盤の4連勝を含めリーグ戦での平均勝ち点は1,91の結果を残し順位表では首位の1.FCケルンと２ポイント差、昇格圏の３位とは僅か1ポイント差で5位と１部復帰への道を歩んでいたが、「チームに新たな刺激を与えたい」との理由でクラブはシーズン途中で監督交代を決断。志半ばでティッツは退団を余儀なくされた（後任監督となったハンネス・ヴォルフは最終的に１部復帰を逃すことになる）。このクラブの決断に一部主力選手が反発し、ヤン＝フィーテ・アルプ等複数の選手がSNSやメディアを通じてクラブの決断を批判した。
「ハンブルガーSV、計画性の無い決断においては1部レベル」「このクラブはいつまで経っても何も学ばない」とドイツのメディアはこの決断を批判し、その後にクラブのベルント・ホフマン代表取締役社長(当時)が自ら懇意にしているハンネス・ヴォルフを監督に就かせるために監督を交代させたことが明らかになるとと批判は更に大きくなり、サポーターに対する「今回の監督交代は正しいと思うか」のアンケート調査では74%が「ティッツ監督を辞めさせるべきでは無かった」と答えた。
2019年7月に契約したロートヴァイス・エッセンでは29試合で21勝3分5敗（平均勝ち点2,28）の結果でリーグトップを走るものの、ドイツにおける新型コロナウイルスの感染拡大の影響によるリーグ中断もあり2020年6月のタイミングで退団した。

### 1.FCマクデブルク
2021年2月に1.FCマクデブルクの監督に就任。18位と降格圏に低迷していたチームを立て直し、シーズンの残り17試合で10勝3分4敗（平均勝ち点1,94）の結果を残しチームは11位に浮上。降格ラインに勝ち点10の差をつけて残留を果たした。
戦術も浸透した2年目の2022-22年シーズンでは、リーグ戦38試合で24勝6分6敗（平均勝ち点2,17）、得点数83、失点数39の圧倒的な強さでリーグ優勝と ドイツ･ブンデスリーガ2部への昇格を果たした。

## 人物
- 酒井高徳は「僕たちにサッカーの楽しさを取り戻させてくれた監督」と評し、伊藤達哉は「常に僕に毎日自信をつけさせてくれる監督で、今日も試合前に『ブンデスで一番のドリブラーはお前だから』って。監督の期待に応えたいという気持ちで、それがピッチで表現できたのがよかったです」と語っている[24]。
- ティッツの下で公式戦26試合に出場し合計10アシストを記録した伊藤達哉はティッツが退団することになった際には自身のSNSを通じて「今回チームを去ることになったティッツ監督には2軍時代からずっと信頼してもらって悪い時も使い続けてもらった。監督今までありがとうございました。Du bist beste Trainer(貴方は最高の監督だ)」と感謝の気持ちを示している[25]。
- 欧州最高位指導者ライセンスのUEFAプロライセンスを取得している[26]。
- ドイツのメディアから度々「モダンサッカーの先駆者」と呼ばれた[18]。
- プロサッカー指導者に対する講師ライセンスを保持。ドイツの各地域におけるサッカー協会の指導者養成に携わっており、ドイツ国内の他ハンガリーやイラン、アメリカ合衆国など各国のサッカー協会に講師として招待され、現地の指導者を対象としたセミナーやワークショップ、実技講習を行っている。主なテーマは「現代サッカーの分析と近未来のサッカーへの発展」、「1-4-4-2及び1-4-1-4-1のシステムにおける各局面の判断基準と技術的な展開速度の改善」等[27]。
- ドイツにおける経営学及び行政官の国家検定資格を取得している[28]。
- 長年に渡り慢性関節リウマチに苦しむ子供達を助けるNPO法人RheumaKinder e.V.(www.rheumakinder.de)の後援をしている[29][30]。
- サッカー指導者向けの専門誌やドイツサッカー連盟の冊子等に戦術に関する記事を度々投稿しており、数多くのサッカーの技術や戦術に関する本も執筆している[31]。
- サッカー指導者向けポータルサイトCoaching Zone(www.coachingzone.de)の創始者であり、サービスの提供を開始した1998年から今日まで運営を続けている[32]。また欧州サッカーにおける戦術分析を度々行っており、一部動画は同サイトでアップされている[33]。
- 2014年のFIFAワールドカップ・ブラジル大会以降、ドイツのポータルサイトwww.t-online.deで戦術の専門家として解説や分析を行っている[34]。
- 2019年以降、スポーツ専門チャンネルのドイツ版Sky Sports(スカイスポーツ)でドイツ・ブンデスリーガとDFBポカールの試合の戦術解説も行っている[35]。

## 指導者としての特徴
- 日本や韓国の選手と縁があり、ハンブルガーSVでは日本A代表の酒井高徳を主将に任命した他、韓国U23代表のSeo Young-jae（英語版）を指導。オーストリア・ブンデスリーガでプレーしていた韓国A代表の黄喜燦（FCレッドブル・ザルツブルク）の獲得を推し進め、それまで主にセカンドチームでプレーしていたU23日本代表の伊藤達哉をトップチームの主力に定着させた[36]。
- 長年に渡って選手の育成にも携わっていたこともあり、若い選手を積極的に起用することを躊躇わない。伊藤達哉、リック・ファン・ドロンヘレン、黄喜燦、ヤン＝フィーテ・アルプ、ルカ・ヴァルトシュミットなどがその代表格[9]。
- 燻っている選手の再生にも長けており、ハンブルガーSVの監督時代にアーロン・ハントをはじめ戦力外となっていたルイス・ホルトビーやボビー・ウッドらを復調に導いた[8]。
- 4-4-2, 3-5-2, 4-1-4-1, 3-3-3-1など複数のシステムを使いこなし試合中でも時間帯や試合状況によって布陣を変えて変化を付ける。
- ポゼッション重視のコンビネーションサッカーを信条とするが、同時に相手の陣地へ押込むハイプレス、ハイライン、ゲーゲンプレスなど攻撃的な守備を実践し、ボール奪取後は高速カウンターも仕掛ける。
- 自陣でのビルドアップではCBが距離を広く取るが、この間のスペースを埋めるのは落ちてくるアンカーではなくハーフウェイライン付近まで上がることもあるゴールキーパー(GK)である[37]。ゴールキーパーが偽センターバックとしてビルドアップに積極的に参加することにより中盤での数的優位を生み出し、ゲームの支配率を高める[38][39]。

## タイトル
1.FCマクデブルク
- ドイツ･ブンデスリーガ3部 優勝 & ドイツ･ブンデスリーガ2部 昇格：2021–22
- ザクセン＝アンハルト・カップ 優勝（2回）:  2020–21, 2021–22

## 監督成績
2020年6月30日現在
| FC08ホンブルク           | 2011年07月01日 | 2014年4月7日   | 97  | 44  | 22 | 31 | 167 | 134 | +33  | 045.36 | 1.59 |      |      |
| ハンブルガーSV U17       | 2015年7月1日   | 2017年6月30日  | 52  | 29  | 7  | 16 | 116 | 66  | +50  | 055.77 | 1.81 |      |      |
| ハンブルガーSV II        | 2017年7月1日   | 2018年3月12日  | 20  | 13  | 6  | 1  | 41  | 15  | +26  | 065.00 | 2.25 |      |      |
| ハンブルガーSV           | 2018年3月12日  | 2018年10月23日 | 19  | 10  | 4  | 5  | 28  | 26  | +2   | 052.63 | 1.79 |      |      |
| ロートヴァイス・エッセン | 2019年7月01日  | 2020年6月30日  | 29  | 21  | 3  | 5  | 70  | 27  | +43  | 072.41 | 2.28 |      |      |
| 1.FCマクデブルク         | 2021年2月12日  |                | 52  | 33  | 9  | 10 | 106 | 54  | +52  | 063.46 | 2.08 |      |      |
| 合計                     | 合計           | 合計           | 269 | 150 | 51 | 68 | 528 | 322 | +206 | 055.76 | 1.86 | 1.86 | 1.86 |

## 著書
- Dooley/Titz: Fußball – Das 4-4-2-System. Meyer & Meyer Verlag, Aachen, 2. Auflage 2010, ISBN 978-3898996297
- Dooley/Titz: Fußball – Dribbeln und Finten. Meyer & Meyer Verlag, Aachen, 2010, ISBN 978-3898995580
- Dooley/Titz: Fußball – Passen und Ballkontrolle. Meyer & Meyer Verlag, Aachen 2010, ISBN 978-3-89899-557-3
- Dooley/Titz: Fußball – Perfekte Schusstechniken. Meyer & Meyer Verlag, Aachen 2011, ISBN 978-3898996891
- Dooley/Titz: Fußball – Standardsituationen erfolgreich umsetzen. Meyer & Meyer Verlag, Aachen 2011, ISBN 978-3898996495
- Dooley/Titz: Fußball – Torwarttraining. Meyer & Meyer Verlag, Aachen, 2. Auflage 2015, ISBN 978-3898996280
- Dooley/Titz: Fußball – Zweikampfschulung. Meyer & Meyer Verlag, 2012, ISBN 978-3898997164